# 対岸
| ウィキペディアには「対岸」という見出しの百科事典記事はありません（タイトルに「対岸」を含むページの一覧/「対岸」で始まるページの一覧）。 代わりにウィクショナリーのページ「対岸」が役に立つかもしれません。 |